# 宋智娜
宋智娜（韓語：송지나，1959年9月12日—），大韓民國電視編劇。自MBC廣播電台節目《星光燦爛的夜晚》開始從事編劇工作，1982年的MBC兒童電視劇《老虎老師》是首部擔任電視劇編劇的作品。

## 作品

### 電視劇
- 1991年：MBC《黎明的眼睛》
- 1995年：SBS《沙漏》
- 1997年：SBS《蝸牛》
- 1999年：SBS《KAIST》
- 2002年：SBS《大望》
- 2003年：KBS《迷迭香》
- 2007年：MBC《太王四神記》
- 2009年：KBS《男人的故事》
- 2011年：MBN《What's up》
- 2012年：SBS《信義》
- 2014年：KBS《Healer》
- 2017年：MBC《王在相愛》

### TV電影 Love Story
- 1999年：SBS《Message》
- 1999年：SBS《遺失物》
- 1999年：SBS《Open-ended》
- 2000年：SBS《Rose》
- 2000年：SBS《Miss Hip Hop & Mr. Rock》
- 2000年：SBS《失眠症，手冊還有柳橙汁》
- 2000年：SBS《記憶中的主人》

## 獲獎
- 1995年：第31屆百想藝術大賞－劇本賞
- 1995年：第22屆韓國放送大賞－作家賞
- 1996年：第2屆韓國放送作家協會－電視劇部門 韓國放送作家賞
- 2000年：第1屆大韓民國科學文化賞

## 外部連結
- NAVER（页面存档备份，存于）